# 水本完
水本 完（みずもと たもつ、1932年2月9日 - 2021年8月23日）は日本の音響監督。福岡県出身。

## 来歴・人物
古くからタツノコプロ関連作品を手掛けることが多かったが、80年代後半から90年代後半にかけてはぴえろ作品を手掛けることが多かった。オムニバスプロモーションを経てザック・プロモーションを設立。2018年頃まで専門学校講師として活躍していた。
東京アニメアワード2015 功労部門（第11回）受賞。

## 主な参加作品
- ハクション大魔王（録音ディレクター）
- 科学忍者隊ガッチャマン（録音ディレクター）
- 科学忍者隊ガッチャマンII（録音ディレクター）
- 科学忍者隊ガッチャマンF（録音ディレクター）
- 一発貫太くん（録音ディレクター）
- タイムボカン王道復古（音響監督）
- 樫の木モック（録音ディレクター）
- アニメンタリー決断（録音ディレクター）
- おそ松くん（第2作）（音響監督）
- イタダキマン（録音ディレクター）
- 平成天才バカボン（音響監督）
- けろっこデメタン（録音ディレクター）
- 逆転イッパツマン（録音ディレクター）
- 昆虫物語 みなしごハッチ（録音ディレクター）
- ゴワッパー5 ゴーダム（録音ディレクター）
- おれは直角（音響監督[4]）
- ダッシュ勝平（録音ディレクター）
- 新造人間キャシャーン（録音）
- ポールのミラクル大作戦（録音ディレクター）
- ドテラマン（録音ディレクター）
- とんでも戦士ムテキング（録音ディレクター）
- みどりのマキバオー（音響監督[5]）
- タイムボカン（録音ディレクター）
- 丸出だめ夫（録音監督[6]）
- ヤットデタマン（録音ディレクター）
- 幽☆遊☆白書（音響監督）
- 幽☆遊☆白書 (映画)（音響監督）
- 幽☆遊☆白書 冥界死闘篇 炎の絆（音響監督）
- NINKU -忍空-（音響監督）
- 十二戦支 爆烈エトレンジャー（音響監督）

### 日本語吹替版演出
- 闇に抱かれて
- ユリョン
- クイック&デッド ※テレビ朝日版
- ソウル・ガーディアンズ 退魔録
- ヒート ※ソフト版